# Beneath Your Beautiful
Beneath your beautiful is nummer van de Engelse muzikant Labrinth. Het werd op 22 oktober 2012 uitgebracht als zesde single van Labrinth's debuutalbum Electronic Earth. Het is een duet met de Schotse singer-songwriter Emeli Sandé. Het nummer is geschreven door Labrinth, Mike Posner en Emeli Sandé. In het Verenigd Koninkrijk en Ierland bereikte de single de eerste positie van de hitparade. In Nederland werd het nummer Alarmschijf op 538 en bereikte het de 16de positie in de Nederlandse Top 40. In Vlaanderen reikte het hoger tot de vierde plek.

## Hitnoteringen
| Positie: | 21 | 18 | 16 | 16 | 21 | 21 | 20 | 16 | 18 | 21 | 22 | 26 | 29 | 29 | 33 | 35 | 40 | uit |

| Hitnotering: 27-10-2012 t/m 27-04-2013 | Hitnotering: 27-10-2012 t/m 27-04-2013 | Hitnotering: 27-10-2012 t/m 27-04-2013 | Hitnotering: 27-10-2012 t/m 27-04-2013 | Hitnotering: 27-10-2012 t/m 27-04-2013 | Hitnotering: 27-10-2012 t/m 27-04-2013 | Hitnotering: 27-10-2012 t/m 27-04-2013 | Hitnotering: 27-10-2012 t/m 27-04-2013 | Hitnotering: 27-10-2012 t/m 27-04-2013 | Hitnotering: 27-10-2012 t/m 27-04-2013 | Hitnotering: 27-10-2012 t/m 27-04-2013 | Hitnotering: 27-10-2012 t/m 27-04-2013 | Hitnotering: 27-10-2012 t/m 27-04-2013 | Hitnotering: 27-10-2012 t/m 27-04-2013 | Hitnotering: 27-10-2012 t/m 27-04-2013 |
| Week:                                  | 1                                      | 2                                      | 3                                      | 4                                      | 5                                      | 6                                      | 7                                      | 8                                      | 9                                      | 10                                     | 11                                     | 12                                     | 13                                     | 14                                     |
| -------------------------------------- | -------------------------------------- | -------------------------------------- | -------------------------------------- | -------------------------------------- | -------------------------------------- | -------------------------------------- | -------------------------------------- | -------------------------------------- | -------------------------------------- | -------------------------------------- | -------------------------------------- | -------------------------------------- | -------------------------------------- | -------------------------------------- |
| Positie:                               | 81                                     | 49                                     | 41                                     | 15                                     | 18                                     | 28                                     | 18                                     | 31                                     | 33                                     | 33                                     | 24                                     | 25                                     | 24                                     | 21                                     |
| Week:                                  | 15                                     | 16                                     | 17                                     | 18                                     | 19                                     | 20                                     | 21                                     | 22                                     | 23                                     | 24                                     | 25                                     | 26                                     | 27                                     |                                        |
| Positie:                               | 18                                     | 28                                     | 55                                     | 25                                     | 33                                     | 33                                     | 43                                     | 38                                     | 47                                     | 51                                     | 58                                     | 76                                     | 82                                     | uit                                    |

| Hitnotering: 15-12-2012 t/m 20-04-2013 | Hitnotering: 15-12-2012 t/m 20-04-2013 | Hitnotering: 15-12-2012 t/m 20-04-2013 | Hitnotering: 15-12-2012 t/m 20-04-2013 | Hitnotering: 15-12-2012 t/m 20-04-2013 | Hitnotering: 15-12-2012 t/m 20-04-2013 | Hitnotering: 15-12-2012 t/m 20-04-2013 | Hitnotering: 15-12-2012 t/m 20-04-2013 | Hitnotering: 15-12-2012 t/m 20-04-2013 | Hitnotering: 15-12-2012 t/m 20-04-2013 | Hitnotering: 15-12-2012 t/m 20-04-2013 | Hitnotering: 15-12-2012 t/m 20-04-2013 | Hitnotering: 15-12-2012 t/m 20-04-2013 | Hitnotering: 15-12-2012 t/m 20-04-2013 | Hitnotering: 15-12-2012 t/m 20-04-2013 | Hitnotering: 15-12-2012 t/m 20-04-2013 | Hitnotering: 15-12-2012 t/m 20-04-2013 | Hitnotering: 15-12-2012 t/m 20-04-2013 | Hitnotering: 15-12-2012 t/m 20-04-2013 | Hitnotering: 15-12-2012 t/m 20-04-2013 | Hitnotering: 15-12-2012 t/m 20-04-2013 |
| Week:                                  | 1                                      | 2                                      | 3                                      | 4                                      | 5                                      | 6                                      | 7                                      | 8                                      | 9                                      | 10                                     | 11                                     | 12                                     | 13                                     | 14                                     | 15                                     | 16                                     | 17                                     | 18                                     | 19                                     |                                        |
| -------------------------------------- | -------------------------------------- | -------------------------------------- | -------------------------------------- | -------------------------------------- | -------------------------------------- | -------------------------------------- | -------------------------------------- | -------------------------------------- | -------------------------------------- | -------------------------------------- | -------------------------------------- | -------------------------------------- | -------------------------------------- | -------------------------------------- | -------------------------------------- | -------------------------------------- | -------------------------------------- | -------------------------------------- | -------------------------------------- | -------------------------------------- |
| Positie:                               | 44                                     | 34                                     | 12                                     | 13                                     | 12                                     | 7                                      | 6                                      | 4                                      | 9                                      | 6                                      | 9                                      | 17                                     | 16                                     | 18                                     | 25                                     | 26                                     | 32                                     | 42                                     | 42                                     | uit                                    |

### NPO Radio 2 Top 2000
| Nummer met noteringen in de NPO Radio 2 Top 2000 | '13  | '14  | '15  |
| ------------------------------------------------ | ---- | ---- | ---- |
| Beneath Your Beautiful                           | 1442 | 1280 | 1753 |

1. ↑  Een vetgedrukt getal geeft de hoogste notering aan.
2. ↑  2013 was het eerste jaar met een notering voor dit nummer.
3. ↑  Deze tabel is bijgewerkt tot en met de laatste editie (2024).